# Chloromyxum trachuri
Chloromyxum trachuri is een microscopische parasiet uit de familie Chloromyxidae. Chloromyxum trachuri werd in 1984 beschreven door Iskov & Karataev. 